# Чельберг, Патрик
Па́трик Йёран Че́льберг (швед. Patric Göran Kjellberg; 17 июня 1969, Треллеборг, Швеция) — профессиональный шведский хоккеист, крайний нападающий, победитель Олимпийских игр (1994), двукратный чемпион мира (1992, 1998). Играл в Национальной хоккейной лиге в 1992 году и с 1998 по 2003 годы, выступая за команды «Монреаль Канадиенс», «Нэшвилл Предаторз» и «Анахайм Майти Дакс».

## Биография
Патрик Чельберг родился в Треллеборге, самом южном городе Швеции, но детство провёл в Стокгольме, где жила семья его отца. В стокгольмском клубе «RA 73» началась его карьера. Через некоторое время им заинтересовался «АИК» из Фалуна, и швед в 1985 году перешёл в юношескую команду местного клуба «Фалу». Уже через два года в составе юниорской сборной Швеции Чельберг завоевал золото Чемпионата Европы среди юниоров, став четвёртым по количеству забитых шайб и войдя в команду звёзд турнира. На драфте НХЛ 1988 года девятнадцатилетний хоккеист был выбран канадским клубом «Монреаль Канадиенс», однако после отправился обратно в Швецию, где выступал в Элитной серии за клуб «АИК». Три года спустя Чельберг стал работать полицейским, в последующие годы служил в Стокгольме, Фалуне и Бурленге.
После успешного выступления и победы на чемпионате мира в 1992 году Чельберг был включён в основной состав «Канадиенс». 8 октября он сыграл свою первую игру в Северной Америке против «Оттава Сенаторз». Однако за семь игр в НХЛ швед не смог набрать ни одного очка и был переведён в дочерний клуб монреальцев — «Фредериктон Канадиенс», игравший в АХЛ. «Монреаль Канадиенс» успешно закончили сезон уже без Чельберга, выиграв свой двадцать четвёртый Кубок Стэнли. Позже хоккеист признался, что он «не расстроился, когда они пошли дальше и выиграли кубок Стэнли без меня — тогда я был недостаточно хорош». «Фредериктон Канадиенс» вышли в плей-офф АХЛ и проиграли будущим победителям сезона — «Кейп Бретон Ойлерз», после чего Чельберг вернулся в Швецию, чтобы продолжить получать полицейское образование.
По возвращении домой хоккеист подписал контракт с «ХВ 71», другим клубом Элитной серии, и стал ключевым игроком команды. Сезон 1994/1995 стал крайне удачным для «ХВ 71» — команда впервые в своей истории выиграла чемпионат Швеции, но Чельберг не смог принять участие в играх плей-офф из-за травмы плеча. После выздоровления хоккеист переехал обратно в Стокгольм, где жила его жена, и начал выступать за «Юргорден». Уже через год Чельберг стал капитаном столичной команды, а тройка нападающих, которую он составлял вместе с Эспеном Кнутсеном и Фредриком Брембергом получила название «гламурное звено» (швед. glamour-kedjan). По результатам сезона 1997/1998 нападающий получил главную награду чемпионата — «Рыцарь площадки» (швед. Rinkens riddare), став её первым лауреатом после двадцатилетнего перерыва.
В том же 1998 году Чельберг участвовал в Олимпийских играх в Нагано и стал победителем чемпионата мира. Благодаря этим успехам ему удалось подписать контракт с «Нэшвилл Предаторз» на правах свободного агента и вернуться в НХЛ. В составе «Предаторз» Чельберг сыграл свою двухсотую игру в лиге в первый день нового тысячелетия — 1 января 2001 года. 1 ноября 2001 года в результате обмена на Петра Тенкрата Чельберг перешёл в «Анахайм Дакс». Переход стал неожиданностью для хоккеиста, однако он сумел быстро приспособиться к новой команде. Через полтора года после перехода Чельберг впервые в жизни попал в плей-офф НХЛ, однако во время полуфинальных поединков объявил об уходе из «Анахайм Дакс» и возвращении на родину, сославшись на семейные сложности. «Юргорден» попытался пригласить Чельберга к себе, но спортсмен отказался под предлогом завершения хоккейной карьеры и возвращения в полицию.
В мае 2009 года Чельберг стал генеральным менеджером клуба «Лександ», выступавшего во второй лиге, став четвёртым человеком на этом посту за десять лет. Он не стал продлевать контракт с клубом и покинул пост 31 июля 2010 года, вернувшись на работу в фалунскую полицию; сделать это его вынудили семейные дела. В 2011 году он ненадолго вернулся в спорт: сорокадвухлетний ветеран принял участие в трёх играх «Фалу», попробовав себя в роли центрального нападающего. В июне 2012 Чельберг был на два года избран членом совета директоров «Юргордена».
По состоянию на январь 2014 года Патрик Чельберг живёт в Фалуне с женой и двумя сыновьями и тренирует местную детскую хоккейную команду.

## Статистика

### Клубная
|                 |                       |                 | Регулярный сезон | Регулярный сезон | Регулярный сезон | Регулярный сезон | Регулярный сезон | Регулярный сезон | Плей-офф | Плей-офф | Плей-офф | Плей-офф | Плей-офф | Плей-офф |
| Сезон           | Команда               | Лига            | Игр              | Г                | П                | Очк              | +/-              | Штр              | Игр      | Г        | П        | Очк      | +/-      | Штр      |
| --------------- | --------------------- | --------------- | ---------------- | ---------------- | ---------------- | ---------------- | ---------------- | ---------------- | -------- | -------- | -------- | -------- | -------- | -------- |
| 1985/86         | Фалу                  | Шве-1           | 5                | 0                | 2                | 2                | —                | 0                | —        | —        | —        | —        | —        | —        |
| 1986/87         | Фалу                  | Шве-1           | 32               | 11               | 13               | 24               | —                | 16               | —        | —        | —        | —        | —        | —        |
| 1987/88         | Фалу                  | Шве-1           | 29               | 15               | 10               | 25               | —                | 6                | —        | —        | —        | —        | —        | —        |
| 1988/89         | АИК                   | ШЭС             | 25               | 7                | 8                | 15               | —                | 8                | 2        | 1        | 0        | 1        | —        | 2        |
| 1989/90         | АИК                   | ШЭС             | 32               | 8                | 15               | 23               | —                | 8                | 3        | 1        | 0        | 1        | —        | 0        |
| 1990/91         | АИК                   | ШЭС             | 38               | 4                | 11               | 15               | —                | 18               | —        | —        | —        | —        | —        | —        |
| 1991/92         | АИК                   | ШЭС             | 40               | 20               | 13               | 33               | —                | 14               | 3        | 1        | 0        | 1        | —        | 2        |
| 1992/93         | Монреаль Канадиенс    | НХЛ             | 7                | 0                | 0                | 0                | -3               | 2                | —        | —        | —        | —        | —        | —        |
| 1992/93         | Фредериктон Канадиенс | АХЛ             | 41               | 10               | 27               | 37               | —                | 14               | 5        | 2        | 2        | 4        | —        | 0        |
| 1993/94         | ХВ71                  | ШЭС             | 40               | 11               | 17               | 28               | —                | 18               | —        | —        | —        | —        | —        | —        |
| 1994/95         | ХВ71                  | ШЭС             | 29               | 5                | 15               | 20               | —                | 12               | —        | —        | —        | —        | —        | —        |
| 1995/96         | Юргорден              | ШЭС             | 40               | 9                | 7                | 16               | —                | 10               | 4        | 0        | 0        | 2        | —        | 2        |
| 1996/97         | Юргорден              | ШЭС             | 49               | 29               | 11               | 40               | —                | 18               | 4        | 2        | 3        | 5        | —        | 2        |
| 1997/98         | Юргорден              | ШЭС             | 46               | 30               | 18               | 48               | +28              | 16               | 15       | 7        | 3        | 10       | -1       | 12       |
| 1998/99         | Нэшвилл Предаторз     | НХЛ             | 71               | 11               | 20               | 31               | -13              | 24               | —        | —        | —        | —        | —        | —        |
| 1999/00         | Нэшвилл Предаторз     | НХЛ             | 82               | 23               | 23               | 46               | -11              | 14               | —        | —        | —        | —        | —        | —        |
| 2000/01         | Нэшвилл Предаторз     | НХЛ             | 81               | 14               | 31               | 45               | -2               | 12               | —        | —        | —        | —        | —        | —        |
| 2001/02         | Нэшвилл Предаторз     | НХЛ             | 12               | 1                | 3                | 4                | -3               | 6                | —        | —        | —        | —        | —        | —        |
| 2001/02         | Анахайм Дакс          | НХЛ             | 65               | 7                | 8                | 15               | -9               | 10               | —        | —        | —        | —        | —        | —        |
| 2002/03         | Анахайм Дакс          | НХЛ             | 76               | 8                | 11               | 19               | -9               | 16               | 10       | 0        | 0        | 0        | -2       | 0        |
| 2011/12         | Фалу                  | Шве-1           | 3                | 0                | 2                | 2                | -5               | 0                | —        | —        | —        | —        | —        | —        |
| Всего в НХЛ     | Всего в НХЛ           | Всего в НХЛ     | 394              | 64               | 96               | 160              | -50              | 84               | 10       | 0        | 0        | 0        | -2       | 0        |
| Всего в карьере | Всего в карьере       | Всего в карьере | 843              | 233              | 265              | 505              | -27              | 242              | 46       | 14       | 10       | 24       | -3       | 20       |

### Международная
| Турнир          | Место           | Игр | Г  | П  | Очк | +/- | Штр |
| --------------- | --------------- | --- | -- | -- | --- | --- | --- |
| ЮЧЕ-1987        | 1               | 7   | 8  | 3  | 11  | —   | 2   |
| МЧМ-1989        | 2               | 7   | 3  | 4  | 7   | —   | 4   |
| ОИ-1992         | 5               | 8   | 1  | 3  | 4   | —   | 0   |
| ЧМ-1992         | 1               | 8   | 2  | 2  | 4   | +1  | 2   |
| ОИ-1994         | 1               | 8   | 0  | 1  | 1   | -1  | 2   |
| ОИ-1998         | 5               | 4   | 1  | 0  | 1   | +1  | 0   |
| ЧМ-1998         | 1               | 10  | 2  | 4  | 6   | —   | 0   |
| Всего в карьере | Всего в карьере | 52  | 17 | 17 | 34  | +1  | 10  |

## Интересные факты
- Любимый жанр музыки — джаз, любимый исполнитель — Стинг[5].